# Podzemna koraba
Podzemna koraba (stočna koraba, čepovača, engl. švedska repa, (lat. Brassica napus subsp. rapifera, sin. Brassica napobrassica) je korijenasto povrće i krmni usjev, slična i blisko povezana s repom. 
Nastala je kao križanac između kupusa i repe u nepoznato vrijeme, ali prvi spomen potječe iz Torina 1620. godine. U sljedećim stoljećima, proširila se po cijeloj Europi.

## Opis
Za razliku od repe, veća je i veći dio strši iznad tla. Obično je bijele boje. Sorta žutoga mesa ukusnija je od ostalih i stoga više popularna. To je nezahtjevna i izdržljiva biljka. Žuti cvjetovi imaju male latice i složeni cvat. 
Jede se kuhana u juhama, umacima i prilozima. Mlade hibridne repe ukusne su i sirove. Kiseli se za zimu slično kao kiseli kupus. Kemijski sastav repe pokazuje zanimljiv sadržaj betakarotena (1,98 mg/100 g) i vitamina C (30 mg/100 g).
Koristi se i za prehranu domaćih životinja.